# Karl Eberhard
Karl Gottlieb Eberhard (* 22. Februar 1820 in Elstra; † 10. April 1907 in Dresden) war ein deutscher Maurermeister und Architekt.

## Leben

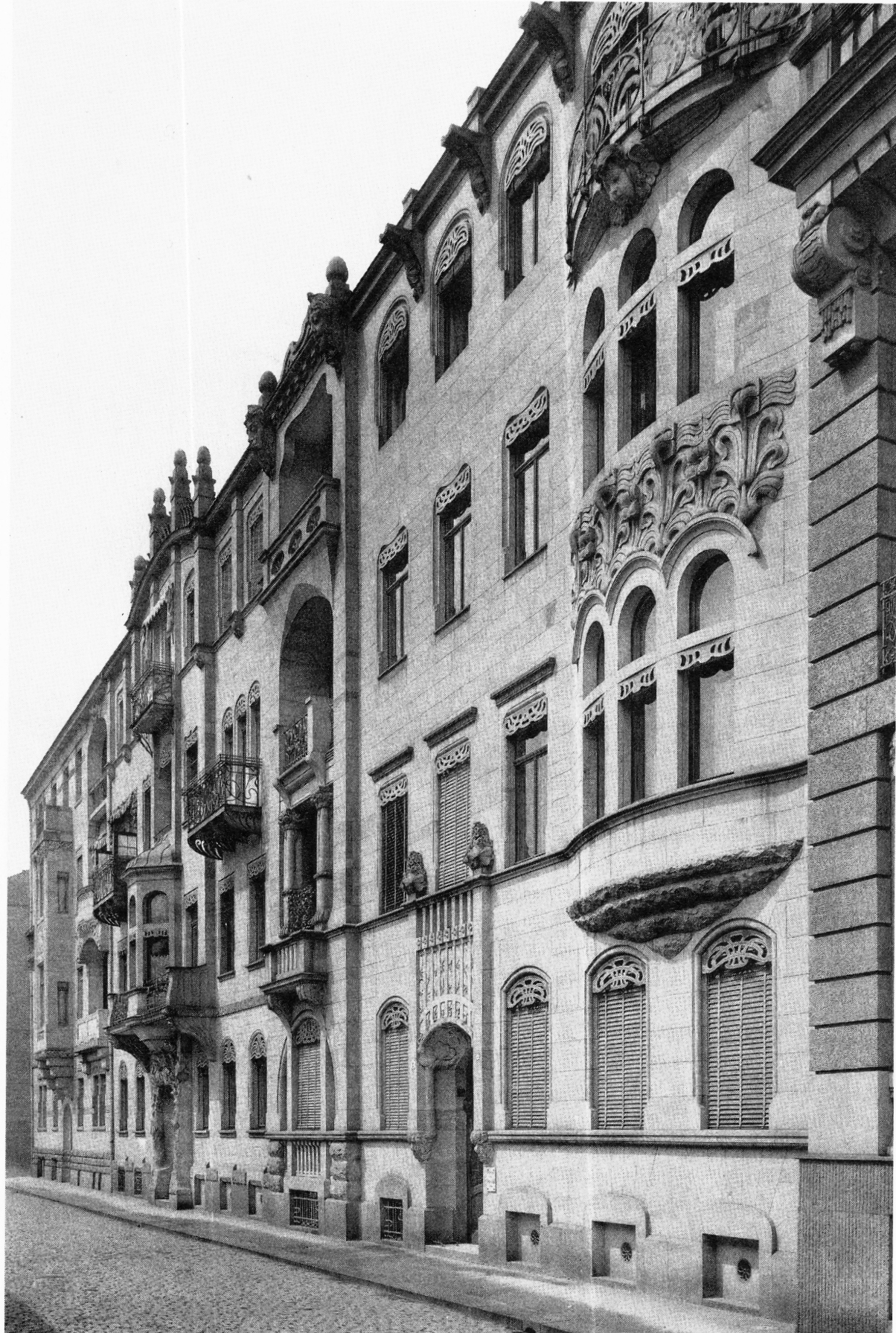
Wohnhaus Lindengasse 6 in Dresden

Eberhard wurde als Sohn des Maurermeisters Karl Gottlieb Eberhard in Elstra geboren. Er machte eine Maurerlehre und studierte an der Baugewerkschule Dresden. Bei der Osterprüfung der Baugewerkschule wurde Eberhard 1844 mit der bronzenen Preismedaille geehrt, der höchsten vergebenen Auszeichnung des Jahrgangs. Er blieb in Dresden und erhielt dort im Juli 1848 das Bürgerrecht. Laut Adressbuch der Stadt Dresden war er als Maurermeister und Architekt tätig und wohnte unweit der Annenkirche unter der Anschrift Poppitz 23. Im Oktober 1848 heiratete er in der Annenkirche Emma Elisabeth Donath.
Eberhard war ein Vertreter der Semper-Nicolai-Schule und galt als „künstlerisch herausragend“. Die meisten seiner ausgeführten Bauten stehen in Dresden. Um 1865 wurde er zum Ehrenmitglied der Königlichen Akademie der Bildenden Künste ernannt. Ab 1882 findet sich für ihn die Berufsbezeichnung „Baumeister“ bzw. „Architekt und Baumeister“. In den späten 1880er-Jahren zog Eberhard in das Mietshaus Lindengasse 6 um und lebte wenig später und bis zu seinem Tod im Haus Lindengasse 26.
Um 1891 wurde er mit dem Ehrentitel eines (königlich sächsischen) Baurats ausgezeichnet. Eberhard starb verwitwet 1907 in Dresden und wurde auf dem Alten Annenfriedhof beigesetzt.

## Bauten und Entwürfe
- 1854: 1. Realschule in Dresden-Neustadt (1945 zerstört)[6]
- 1857–1859: Gebäude der Superintendentur in Dresden, an der Kreuzkirche (1907 abgebrochen)[6]
- 1866–1867: Villa Häbler in Dresden, Beuststraße 2 (1945 zerstört)[6]
- 1868–1869: Villa Hachez in Dresden, Parkstraße 6 (1945 zerstört)[6]
- 1869: Umbau des ehemaligen Hôtel de Pologne für die Sächsische Bank zu Dresden in Dresden, Schloßstraße / Große Brüdergasse (1945 zerstört)[1]
- 1869–1870: Villa Goethestraße 1 in Dresden (1945 zerstört)[6]
- 1869–1870: Villa Goethestraße 6 in Dresden (1945 zerstört)
- 1876–1877: Umbau des ehemaligen Schulwitwenhauses für die Landständische Bank des Königlich Sächsischen Markgraftums Oberlausitz in Dresden, Schulgasse 2 (1904 abgebrochen)[6][11]